# Yoshio Nishina
Yoshio Nishina (仁科 芳雄, Nishina Yoshio, 6 de desembre, 1890 – 10 de gener, 1951) fou un físic japonès, considerat "el pare fundador de la recerca en física moderna al Japó".
Nishina va néixer a Satoshō, Okayama, i es va graduar com a enginyer elèctric el 1918 a la Universitat Imperial de Tòquio. Després de llicenciar-se, esdevingué membre de l'Institut de Recerca Física i Química (ara RIKEN).

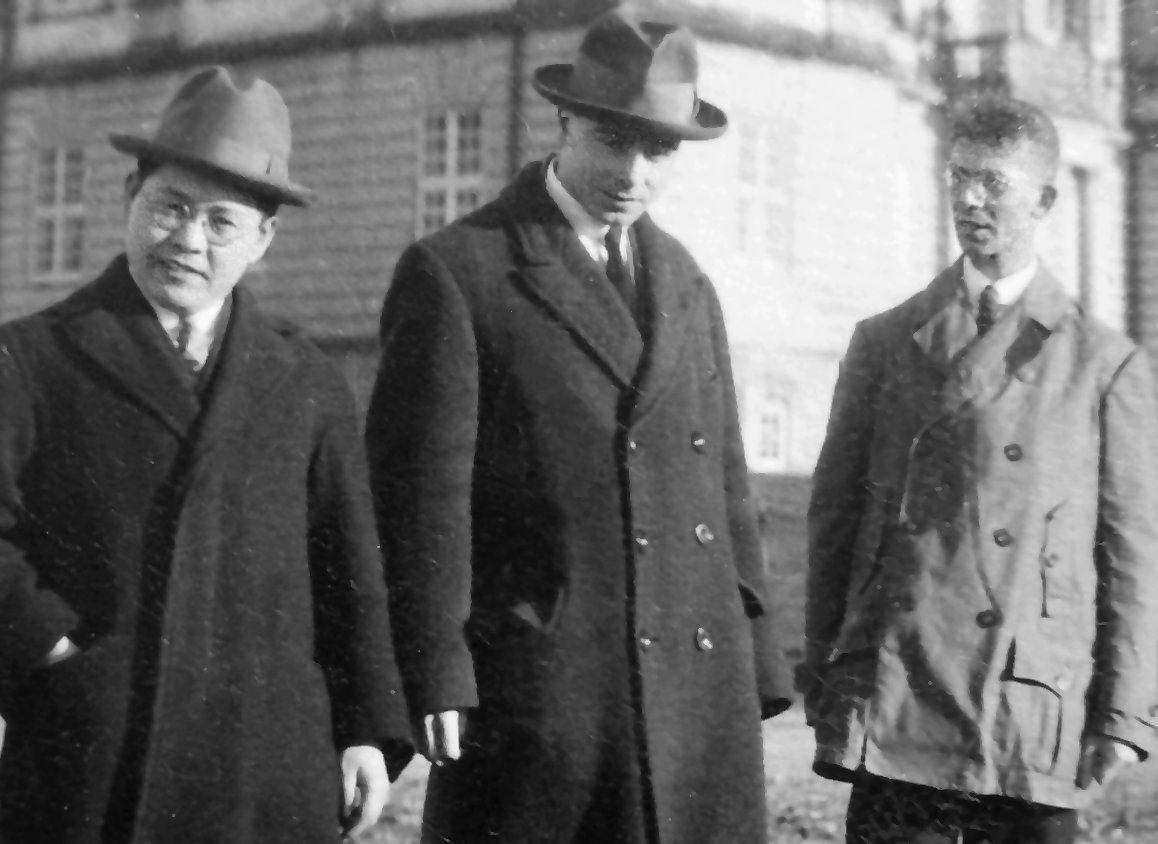
Yoshio Nishina, Llewellyn Thomas i Friedrich Hund, a Copenhaguen el 1926

El 1921 fou enviat a Europa per a fer recerca, tot visitant universitats i institucions com el Laboratori Cavendish, la Universitat Georg-August de Göttingen, i la Universitat de Copenhaguen. A Copenhaguen, va investigar amb Niels Bohr amb qui va fer amistat. El 1928 va escriure un article amb Oskar Klein a Copenhaguen sobre la dispersió de Compton incoherent, tot derivant l'anomenada fórmula de Klein-Nishina.
El 1929, va retornar al Japó, on es va dedicar a fomentar l'estudi de la mecànica quàntica. Va establir el Laboratori Nishina del RIKEN el 1931, i va convidar alguns investigadors occidentals, incloent-hi Heisenberg, Dirac i Bohr, per a estimular els físics japonesos. La seva recerca es va focalitzar en desenvolupaments d'accelerador de partícules i raigs còsmics i va construir uns quants ciclotrons a RIKEN. En particular, va detectar el muó en raigs còsmics, independentment de Carl Anderson et al, va descobrir també l'isòtop d'Urani-237 i va iniciar els estudis de fenòmens de fissió simètrica que ocorren per irradiació de neutrons ràpids sobre l'Urani (1939–1940).
Fou investigador principal de RIKEN i va dirigir generacions de físics, incloent-hi dos Premis Nobel: Hideki Yukawa i Sin-Itiro Tomonaga.
Durant la Segona Guerra Mundial, fou el cap del programa japonès d'armes nuclears. El seu laboratori fou severament destruït i la majoria de l'equipament va haver de ser descartat i reconstruït després de la guerra.
Va morir de càncer de fetge el 1951. El cràter Nishina a la Lluna és anomenat en el seu honor.